# بونیفاتی
بونیفاتی (به ایتالیایی: Bonifati) یک کومونه در ایتالیا است که در استان کزنتزا واقع شده‌است.

## خصوصیات
بونیفاتی ۳۳ کیلومترمربع مساحت و ۳٬۳۹۲ نفر جمعیت دارد.